# Chibu (Shimane)
Chibu (知夫村 Chibu-mura?) es una villa localizada en la prefectura de Shimane, Japón. En junio de 2019 tenía una población estimada de 664 habitantes y una densidad de población de 48,5 personas por km². Su área total es de 13,70 km².

## Demografía
Según los datos del censo japonés, esta es la población de Chibu en los últimos años.
| Año del censo | Población |
| ------------- | --------- |
| 1995          | 802       |
| 2000          | 718       |
| 2005          | 725       |
| 2010          | 657       |
| 2015          | 615       |